# Reinhold Massag
Reinhold Massag (* 3. Januar 1943 in Gablonz, Reichsgau Sudetenland; † 11. Juni 1999 in Malsch) war ein deutscher Schauspieler, Autor und Dramaturg.

## Leben
Reinhold Massag war als Schauspieler an diversen deutschen Bühnen engagiert, unter anderem in Augsburg, Coburg, Tübingen, Landshut und Gießen. In den Spielzeiten 1973/74 und 1974/75 war zunächst als Inspizient und Schauspieler, anschließend als Schauspieler am Landestheater Schwaben in Memmingen verpflichtet. In der Spielzeit 1975/76 war er als Schauspieler am Theater Heilbronn engagiert. In der Spielzeit 1976/77 folgte ein Engagement als Schauspieler am „Marburger Schauspiel“. In der Spielzeit 1977/78 war er am „disco-theater“ in Dinkelsbühl als Spielleiter und Schauspieler im Engagement. Im Sommer 1978 trat er unter der Regie von Horst Sachtleben auf der „Freilichtbühne Rehberge“ in Berlin-Wedding in der Komödie Der Werbeoffizier von George Farquhar auf. In der Spielzeit 1978/79 war er unter der Direktion von Wolfgang Anraths als Regisseur und Spielleiter am theater k („Theater in der Kurfürstenstraße“) in München verpflichtet.
Aber den 1980er Jahren verfasste Reinhold Massag mehrere Theaterstücke. In den letzten Jahren seines Lebens arbeitete er als Gast und trat unter anderem mit einem eigenen Solo-Programm auf. Er lebte bis zu seinem Tode durch Suizid als freier Autor und Schauspieler in Marktoberdorf.

## Werke (Auswahl)
- 1983: Grynszpan
- 1985: St. Nikolaus in Not. Nach einer Erzählung von Felix Timmermans. Uraufführung 5. Dezember 1985, Elisabethbühne Salzburg.
- 1995: Felizitas
- 1995: Die Judenbank. Uraufführung 4. März 1995, Landestheater Schwaben.
- 1996: Der Theaterkoch. Komödie für zwei Personen. Uraufführung 12. Juni 1996, Landestheater Schwaben (im Rahmen der Bayerischen Theatertage).
- 1999: Der Tabakkrieg. Uraufführung 25. Juni 1999, Burgfestspiele Freudenberg am Main.

## Preise, Auszeichnungen
- Förderpreis der Bayerischen Theatertage in Hof
- Kinder- und Jugendtheaterpreis (BaWü)
- Sebastian-Sailer-Preis des Schwäbischen Volkstheaters
- Landesbühnenpreis (für Einakter)